# Teatro Francesco Cilea
El Teatro comunale Francesco Cilea és un teatre situat davant del Palau San Giorgio, de Reggio de Calàbria. Porta el nom del compositor calabrès Francesco Cilea. Té una capacitat per a 1.500 espectadors, esdevenint el teatre més gran de Calàbria.